# オキュラス/怨霊鏡
『オキュラス/怨霊鏡』（原題：Oculus）は2013年にアメリカ合衆国で製作されたホラー映画である。監督はマイク・フラナガン、主演はカレン・ギランとブレントン・スウェイツが務めた。なお、本作はフラナガンが2006年に製作した短編映画『Oculus: Chapter 3 – The Man with the Plan』を長編映画として作り直した作品である。

## ストーリー
本作は2002年に起きたことと2013年に起きたことが絶えず交錯しながら物語が進んでいく。この演出によって、観客は何が現実の出来事で何が幻覚なのかを弁別するのが困難になる。しかし、それをそのまま「ストーリー」として記述すると複雑怪奇になるので、この節では敢えて2つの時系列を別々に記述することにする。
2002年、アラン・ラッセルは妻のマリー、子供のケイリーとティムと共に新居に引っ越しをした。アランは自分の仕事場に置くための古びた鏡を購入した。鏡を買ってからと言うもの、一家は幻覚に苦しめられることになった。マリーは自分自身の体が腐敗していく幻覚を見た。一方、アランは目の位置に鏡を持った女性、マリソルから誘惑される幻覚を見たのだった。
やがて、アランとマリーは精神を病むようになった。アランは仕事場で孤立するようになり、マリーはパラノイアの症状を示すようになった。家で栽培していた植物は全て枯れ、飼っていた犬も姿をくらましてしまった。そんな中、ケイリーはアランがマリソルと親しげにしている様子を見てしまう。ケイリーの話を聞いたマリーは激怒し、アランと口論になった。ある夜、マリーが鏡を見ると、そこには古傷から血を流した自分の姿が映っていた。錯乱状態に陥ったマリーは子供たちを殺そうとしたが、アランがそれを制止し、妻を閉じ込めた。アランはケイリーとティムに「ママは具合が悪いみたいなんだ」と言ってごまかした。家から食料がなくなったとき、ケイリーとティムはアランが鏡の影響を受けていることに気がついた。アランを救うべく、ケイリーはマリーの助力を得ようとしたが、彼女は壁に縛り付けられており、まるで獣のような振る舞いをしていた。両親が狂ってしまったと確信した2人は近所住民に助けを求めたが、誰一人として2人の話を信じようとはしなかった。ケイリーは警察に電話をかけようとしたが、どこに掛けても同じ男性が出るばかりであった。
ある夜、アランはマリーを解放し、突如として2人に襲いかかった。間一髪正気を取り戻したマリーだったが、アランに射殺されてしまった。ケイリーとティムはゴルフクラブで鏡を叩き割ったが、実際に壊したのは壁であった。鏡が2人に幻覚を見せたのである。アランはついに2人を追い詰めたが、唐突に正気を取り戻した。2人を何としてでも救う覚悟を決めたアランは、ティムに自分を撃つように命じた。ティムは躊躇したが、アランは無理矢理引き金を引かせた。死ぬ間際、アランは子供たちに「逃げろ」と言おうとしたが、鏡の犠牲になった亡霊たちがそれを邪魔した。現場にやって来た警察はティムを父親殺しの容疑で拘束した。ケイリーとティムは別々の親戚に引き取られることとなった。別れ際、2人は「大人になったら鏡を割るためにもう一度会おう」と誓うのだった。家を去るとき、ティムは両親の亡霊が自分を家から見つめていることに気がつくのだった。
2013年。精神病院を退院したティムは、両親が死んだのは鏡のせいではないと思うようになっていた。一方、ケイリーは青春時代の全てを鏡の研究に費やしていた。オークションハウスに勤務しているケイリーは、どこに鏡があるかを探し出すことに成功し、それをかつての自宅に運び込むことにした。鏡が置かれている部屋にはキルスイッチと大量の監視カメラが設置された。ケイリーは鏡を割ろうとする一方で、鏡に不思議な力があることを証明しようとしたのである。それは弟の無実を証明するためであった。
しかし、百戦錬磨の鏡がそう簡単に割れるはずはなかった。

## キャスト
- カレン・ギラン - ケイリー・ラッセル
  - アナリース・バッソ - 12歳のケイリー
- ブレントン・スウェイツ - ティム・ラッセル 
  - ギャレット・ライアン - 10歳のティム
- ロリー・コクレーン - アラン・ラッセル、ソフトウェア・エンジニア。
- ケイティー・サッコフ - マリー・ラッセル
- ジェームズ・ラファティ - マイケル・デュモント
- ミゲル・サンドバル - グラハム博士
- ケイト・シーゲル - マリソル・チャベス

## 製作
2006年、マイク・フラナガンは1人の俳優と1枚の鏡だけを使用して短編映画『Oculus: Chapter 3 – The Man with the Plan』を製作した。それが発表されると、大絶賛を巻き起こした。その結果、すぐに長編映画化の話が持ち込まれるようになった。スタジオのほとんどはファウンド・フッテージを採用して長編映画化するように持ちかけたが、それをフラナガンは拒絶した。最終的に、フラナガンはファウンド・フッテージを使用しなくても良いという条件でイントレピッド・ピクチャーズと契約を結ぶことにした。
短編映画を長編映画化する作業は一筋縄では行かなかったようで、フラナガンは「あの短編映画の要素を生かしてできることの限界まで突き詰めていった」と回想している。フラナガンは過去と現在の時間軸を敢えて交錯させるという手法を採用した。それは「観客に部屋の中で混乱しているケイリーとティムの気分を味わってもらう」ためのアイデアであった。初期の脚本の草稿では、製作スタッフすらも過去の物語と現実の物語の区別が付けられない状況にあったが、過去の物語をイタリック体で記述することによって、その困難は解決された。
ハワード・フィリップス・ラヴクラフトの作品に触発されて、フラナガンは敢えて鏡の由来を説明しないことにした。フラナガンは「ラヴクラフトの文学作品には得体の知れぬ力がある。その力の全容を解明したならば、その人間は狂気に陥るような力である。この世界に存在する邪悪は自らが何者であるかという問いに対する答えを有していない。」と述べている。
本作の主要撮影は2012年10月からアラバマ州フェアホープで3週間かけて行われた。

## サウンドトラック
2014年4月11日、ヴァレーズ・サラバンド・レコーズは本作のサウンドトラックを発売した。

## 公開
2013年9月5日、本作は第38回トロント国際映画祭でプレミアを迎えた。

## 興行収入
2014年4月11日、本作は全米2648館で公開され、公開初週末に1200万ドルを稼ぎ出し、週末興行収入ランキング初登場3位となった。

## 評価
本作は批評家から高く評価された。映画批評集積サイトのRotten Tomatoesには136件のレビューがあり、批評家支持率は73%、平均点は10点満点で6.5点となっている。サイト側による批評家の見解の要約は「流血を伴う恐怖を前面に出し、続編を作れるような終り方をしている。目の肥えたホラー映画ファンにとって、『オキュラス/怨霊鏡』は新しいシリーズの第1章となる作品であり、身の毛もよだつような恐怖を体験させる作品だ。」となっている。また、Metacriticには28件のレビューがあり、加重平均値は61/100となっている。

## リメイク
レラティビティ・メディアとB4Uテレビジョン・ネットワークは本作をボリウッドでリメイクした。『Dobaara: See Your Evil』というタイトルで2017年5月12日に全印公開すると発表した。